# Puchar Świata w snowboardzie 2009/2010
Puchar Świata w snowboardzie w sezonie 2009/2010 to 16. edycja tej imprezy. Cykl rozpoczął się 26 sierpnia 2009 roku w nowozelandzkim ośrodku sportów zimowych Cardrona w zawodach halfpipe. Ostatnie zawody sezonu odbyły się 21 marca 2010 roku w hiszpańskiej miejscowości La Molina.
Puchar Świata rozegrany został w 14 krajach i 21 miastach na 5 kontynentach. Najwięcej konkursów (4) rozegrano w hiszpańskim La Molina, 6 konkursów odbyło się w Kanadzie.
Obrońcami tytułów najlepszych zawodników Pucharu Świata byli:
- Doris Günther z Austrii wśród kobiet
- Siegfried Grabner z Austrii wśród mężczyzn

## Mężczyźni

### Kalendarz i wyniki
| Lp  | Data                 | Miejsce         | Konkurencja                          | Zwycięzca                            | 2. miejsce                           | 3. miejsce                           |
| 1.  | 26 sierpnia 2009     | Cardrona        | Halfpipe                             | Shaun White                          | Iouri Podladtchikov                  | Kazuhiro Kokubo                      |
| 2.  | 12 września 2009     | Chapelco        | Snowboardcross                       | Pierre Vaultier                      | Seth Wescott                         | Graham Watanabe                      |
| 3.  | 9 października 2009  | Landgraaf       | Slalom                               | Benjamin Karl                        | Mathieu Bozzetto                     | Jasey-Jay Anderson                   |
| 4.  | 31 października 2009 | Londyn          | Big Air                              | Stefan Gimpl                         | Gian-Luca Cavigelli                  | Domen Bizjak                         |
| 5.  | 5 listopada 2009     | Saas-Fee        | Halfpipe                             | Kazuhiro Kokubo                      | Mathieu Crepel                       | Peetu Piiroinen                      |
| 6.  | 7 listopada 2009     | Barcelona       | Big Air                              | Stefan Gimpl                         | Gian-Luca Cavigelli                  | Gjermund Bråten                      |
| 7.  | 21 listopada 2009    | Sztokholm       | Big Air                              | Stefan Gimpl                         | Marko Grilc                          | Gjermund Bråten                      |
| 8.  | 6 grudnia 2009       | Limone Piemonte | Slalom                               | odwołane                             | odwołane                             | odwołane                             |
| 9.  | 12 grudnia 2009      | Seul            | Big Air                              | Gian-Luca Cavigelli                  | Stefan Gimpl                         | Markku Koski                         |
| 10. | 15 grudnia 2009      | Telluride       | Slalom                               | Matthew Morison                      | Benjamin Karl                        | Mathieu Bozzetto                     |
| 11. | 17 grudnia 2009      | Telluride       | Slalom                               | Jasey-Jay Anderson                   | Michael Lambert                      | Rok Flander                          |
| 12. | 19 grudnia 2009      | Telluride       | Snowboardcross                       | Pierre Vaultier                      | Robert Fagan                         | Ross Powers                          |
| 13. | 6 stycznia 2010      | Kreischberg     | Slalom                               | Jasey-Jay Anderson                   | Andreas Prommegger                   | Benjamin Karl                        |
| 14. | 7 stycznia 2010      | Kreischberg     | Halfpipe                             | Daisuke Murakami                     | Patrick Burgener                     | Tore Holvik                          |
| 15. | 10 stycznia 2010     | Bad Gastein     | Snowboardcross                       | Nate Holland                         | Pierre Vaultier                      | Mario Fuchs                          |
| 16. | 15 stycznia 2010     | Veysonnaz       | Snowboardcross                       | Pierre Vaultier                      | David Speiser                        | Nick Baumgartner                     |
| 17. | 17 stycznia 2010     | Nendaz          | Slalom                               | Michael Lambert                      | Andreas Prommegger                   | Benjamin Karl                        |
| 18. | 21 stycznia 2010     | Stoneham        | Snowboardcross                       | Pierre Vaultier                      | Graham Watanabe                      | Shaun Palmer                         |
| 19. | 22 stycznia 2010     | Stoneham        | Halfpipe                             | Janne Korpi                          | Jeff Batchelor                       | Antti Autti                          |
| 20. | 23 stycznia 2010     | Québec          | Big Air                              | Janne Korpi                          | Stefan Falkeis                       | Jaakko Ruha                          |
| 21. | 24 stycznia 2010     | Stoneham        | Slalom                               | Benjamin Karl                        | Andreas Prommegger                   | Jasey-Jay Anderson                   |
| 22. | 30 stycznia 2010     | Calgary         | Halfpipe                             | Arthur Longo                         | Justin Lamoureux                     | Ben Kilner                           |
| 23. | 30 stycznia 2010     | Calgary         | Slopestyle                           | Mark McMorris                        | Seppe Smits                          | Nick Brown                           |
| 24. | 6 lutego 2010        | Sudelfeld       | Slalom                               | Andreas Prommegger                   | Benjamin Karl                        | Roland Haldi                         |
| ZIO | 12 - 28 lutego 2010  | Vancouver       | 21. Zimowe Igrzyska Olimpijskie 2010 | 21. Zimowe Igrzyska Olimpijskie 2010 | 21. Zimowe Igrzyska Olimpijskie 2010 | 21. Zimowe Igrzyska Olimpijskie 2010 |
| 25. | 6 marca 2010         | Moskwa          | Slalom                               | Aaron March                          | Benjamin Karl                        | Roland Fischnaller                   |
| 26. | 12 marca 2010        | Valmalenco      | Snowboardcross                       | Alex Pullin                          | Mario Fuchs                          | Mateusz Ligocki                      |
| 27. | 13 marca 2010        | Valmalenco      | Slalom                               | Benjamin Karl                        | Rok Flander                          | Jasey-Jay Anderson                   |
| 28. | 14 marca 2010        | Valmalenco      | Halfpipe                             | Michał Ligocki                       | Roger Kleivdal                       | Patrick Burgener                     |
| 29. | 18 marca 2010        | La Molina       | Snowboardcross                       | Pierre Vaultier                      | Alex Pullin                          | Patrick Holland                      |
| 30. | 20 marca 2010        | La Molina       | Halfpipe                             | Fredrik Austbø                       | Christophe Schmidt                   | Justin Lamoureux                     |
| 31. | 21 marca 2010        | La Molina       | Slalom                               | Jasey-Jay Anderson                   | Matthew Morison                      | Andreas Prommegger                   |

### Klasyfikacje
| Lp.   | Zawodnik            | Punkty |
| ----- | ------------------- | ------ |
| 1.    | Benjamin Karl       | 7050   |
| 2.    | Pierre Vaultier     | 5800   |
| 3.    | Andreas Prommegger  | 5410   |
| 4.    | Jasey-Jay Anderson  | 5250   |
| 5.    | Stefan Gimpl        | 4300   |
| 6.    | Rok Flander         | 3800   |
| 7.    | Gian-Luca Cavigelli | 3320   |
| 8.    | Janne Korpi         | 3260   |
| 9.    | Michael Lambert     | 3200   |
| 10.   | Alex Pullin         | 3120   |
| . . . |                     |        |
| 44.   | Michał Ligocki      | 1399   |
| 99.   | Mateusz Ligocki     | 764    |
| 193.  | Maciej Jodko        | 190    |
| 310.  | Rafał S.-Malczewski | 22     |

| Lp. | Zawodnik           | Punkty |
| --- | ------------------ | ------ |
| 1.  | Benjamin Karl      | 7050   |
| 2.  | Andreas Prommegger | 5410   |
| 3.  | Jasey-Jay Anderson | 5250   |
| 4.  | Rok Flander        | 3800   |
| 5.  | Michael Lambert    | 3200   |
| 6.  | Patrick Bussler    | 2590   |
| 7.  | Aaron March        | 2480   |
| 8.  | Rok Marguč         | 2420   |
| 9.  | Simon Schoch       | 2410   |
| 10. | Roland Fischnaller | 2378   |

| Lp.   | Zawodnik            | Punkty |
| ----- | ------------------- | ------ |
| 1.    | Pierre Vaultier     | 5800   |
| 2.    | Alex Pullin         | 3120   |
| 3.    | Graham Watanabe     | 2860   |
| 4.    | Nate Holland        | 2240   |
| 5.    | Nick Baumgartner    | 2090   |
| 6.    | Robert Fagan        | 2060   |
| 7.    | Markus Schairer     | 1940   |
| 8.    | Alberto Schiavon    | 1800   |
| 9.    | David Speiser       | 1730   |
| 10.   | Mario Fuchs         | 1670   |
| . . . |                     |        |
| 27.   | Mateusz Ligocki     | 764    |
| 45.   | Maciej Jodko        | 190    |
| 74.   | Rafał S.-Malczewski | 22     |

| Lp. | Zawodnik           | Punkty |
| --- | ------------------ | ------ |
| 1.  | Justin Lamoureux   | 2240   |
| 2.  | Janne Korpi        | 1730   |
| 3   | Christophe Schmidt | 1690   |
| 4.  | Patrick Burgener   | 1639   |
| 5.  | Kazuhiro Kokubo    | 1600   |
| 6.  | Fredrik Austbø     | 1400   |
| 7.  | Michał Ligocki     | 1399   |
| 8.  | Antti Autti        | 1360   |
| 9.  | Zheng Xiaoye       | 1320   |
| 10. | Ben Kilner         | 1250   |

| Lp. | Zawodnik            | Punkty |
| --- | ------------------- | ------ |
| 1.  | Stefan Gimpl        | 4300   |
| 2.  | Gian-Luca Cavigelli | 3320   |
| 3.  | Matevz Pristavec    | 1620   |
| 4.  | Janne Korpi         | 1530   |
| 5.  | Gjermund Bråten     | 1460   |
| 6.  | Stefan Falkeis      | 1399   |
| 7   | Marko Grilc         | 1260   |
| 8.  | Jaakko Ruha         | 1220   |
| 9.  | Roope Tonteri       | 1095   |
| 10. | Benedikt Nadig      | 976    |

## Kobiety

### Kalendarz i wyniki
| Lp  | Data                | Miejsce         | Konkurencja                          | Zwyciężczyni                         | 2. miejsce                           | 3. miejsce                           |
| 1.  | 26 sierpnia 2009    | Cardrona        | Halfpipe                             | Liu Jiayu                            | Kelly Clark                          | Gretchen Bleiler                     |
| 2.  | 12 września 2009    | Chapelco        | Snowboardcross                       | Maëlle Ricker                        | Aleksandra Żekowa                    | Dominique Maltais                    |
| 3.  | 9 października 2009 | Landgraaf       | Slalom                               | Amelie Kober                         | Doris Günther                        | Claudia Riegler                      |
| 4.  | 5 listopada 2009    | Saas-Fee        | Halfpipe                             | Torah Bright                         | Cai Xuetong                          | Sophie Rodriguez                     |
| 5.  | 6 grudnia 2009      | Limone Piemonte | Slalom                               | odwołane                             | odwołane                             | odwołane                             |
| 6.  | 15 grudnia 2009     | Telluride       | Slalom                               | Fränzi Mägert-Kohli                  | Amelie Kober                         | Kimiko Zakreski                      |
| 7.  | 17 grudnia 2009     | Telluride       | Slalom                               | Alona Zawarzina                      | Marion Kreiner                       | Ina Meschik                          |
| 8.  | 19 grudnia 2009     | Telluride       | Snowboardcross                       | Maëlle Ricker                        | Simona Meiler                        | Dominique Maltais                    |
| 9.  | 6 stycznia 2010     | Kreischberg     | Slalom                               | Nicolien Sauerbreij                  | Alexa Loo                            | Fränzi Mägert-Kohli                  |
| 10. | 7 stycznia 2010     | Kreischberg     | Halfpipe                             | Šárka Pančochová                     | Sun Zhifeng                          | Chen Xu                              |
| 11. | 10 stycznia 2010    | Bad Gastein     | Snowboardcross                       | Lindsey Jacobellis                   | Helene Olafsen                       | Sandra Frei                          |
| 12. | 15 stycznia 2010    | Veysonnaz       | Snowboardcross                       | Helene Olafsen                       | Dominique Maltais                    | Maëlle Ricker                        |
| 13. | 17 stycznia 2010    | Nendaz          | Slalom                               | Jekatierina Tudiegieszewa            | Nicolien Sauerbreij                  | Fränzi Mägert-Kohli                  |
| 14. | 21 stycznia 2010    | Stoneham        | Snowboardcross                       | Maëlle Ricker                        | Helene Olafsen                       | Dominique Maltais                    |
| 15. | 22 stycznia 2010    | Stoneham        | Halfpipe                             | Cai Xuetong                          | Sun Zhifeng                          | Chen Xu                              |
| 16. | 24 stycznia 2010    | Stoneham        | Slalom                               | Swietłana Bołdykowa                  | Alona Zawarzina                      | Nathalie Desmares                    |
| 17. | 30 stycznia 2010    | Calgary         | Halfpipe                             | Sun Zhifeng                          | Cai Xuetong                          | Holly Crawford                       |
| 18. | 30 stycznia 2010    | Calgary         | Slopestyle                           | Sina Candrian                        | Brooke Voigt                         | Alexandra Duckworth                  |
| 19. | 6 lutego 2010       | Sudelfeld       | Slalom                               | Amelie Kober                         | Nicolien Sauerbreij                  | Marion Kreiner                       |
| ZIO | 12 - 28 lutego 2010 | Vancouver       | 21. Zimowe Igrzyska Olimpijskie 2010 | 21. Zimowe Igrzyska Olimpijskie 2010 | 21. Zimowe Igrzyska Olimpijskie 2010 | 21. Zimowe Igrzyska Olimpijskie 2010 |
| 20. | 6 marca 2010        | Moskwa          | Slalom                               | Doris Günther                        | Heidi Neururer                       | Julia Dujmovits                      |
| 21. | 12 marca 2010       | Valmalenco      | Snowboardcross                       | Lindsey Jacobellis                   | Maëlle Ricker                        | Dominique Maltais                    |
| 22. | 13 marca 2010       | Valmalenco      | Slalom                               | Nicolien Sauerbreij                  | Nathalie Desmares                    | Doris Günther                        |
| 23. | 14 marca 2010       | Valmalenco      | Halfpipe                             | Holly Crawford                       | Ursina Haller                        | Mercedes Nicoll                      |
| 24. | 18 marca 2010       | La Molina       | Snowboardcross                       | Helene Olafsen                       | Simona Meiler                        | Maëlle Ricker                        |
| 25. | 20 marca 2010       | La Molina       | Halfpipe                             | Holly Crawford                       | Mercedes Nicoll                      | Paulina Ligocka                      |
| 26. | 21 marca 2010       | La Molina       | Slalom                               | Jekatierina Tudiegieszewa            | Doris Günther                        | Ina Meschik                          |

### Klasyfikacje
| Lp.   | Zawodniczka               | Punkty |
| ----- | ------------------------- | ------ |
| 1.    | Maëlle Ricker             | 5290   |
| 2.    | Nicolien Sauerbreij       | 5200   |
| 3.    | Doris Günther             | 5110   |
| 4.    | Helene Olafsen            | 4710   |
| 5.    | Fränzi Mägert-Kohli       | 4090   |
| 6.    | Marion Kreiner            | 3970   |
| 7.    | Dominique Maltais         | 3650   |
| 8.    | Jekatierina Tudiegieszewa | 3500   |
| 9.    | Amelie Kober              | 3470   |
| 10.   | Claudia Riegler           | 3415   |
| . . . |                           |        |
| 32.   | Paulina Ligocka           | 1680   |
| 93.   | Jagna Marczułajtis        | 532    |
| 117.  | Joanna Zając              | 284    |
| 118.  | Paulina Woźniak           | 259    |
| 142.  | Karolina Sztokfisz        | 97     |
| 159.  | Aleksandra Król           | 42     |

| Lp.   | Zawodniczka               | Punkty |
| ----- | ------------------------- | ------ |
| 1.    | Nicolien Sauerbreij       | 5200   |
| 2.    | Doris Günther             | 5110   |
| 3.    | Fränzi Mägert-Kohli       | 4090   |
| 4.    | Marion Kreiner            | 3970   |
| 5.    | Jekatierina Tudiegieszewa | 3500   |
| 6.    | Amelie Kober              | 3470   |
| 7.    | Claudia Riegler           | 3415   |
| 8.    | Alona Zawarzina           | 3331   |
| 9.    | Heidi Neururer            | 3160   |
| 10.   | Isabella Laböck           | 2600   |
| . . . |                           |        |
| 34.   | Jagna Marczułajtis        | 532    |
| 39.   | Paulina Woźniak           | 259    |
| 48.   | Karolina Sztokfisz        | 97     |
| 58.   | Aleksandra Król           | 42     |

| Lp. | Zawodniczka         | Punkty |
| --- | ------------------- | ------ |
| 1.  | Maëlle Ricker       | 5000   |
| 2.  | Helene Olafsen      | 4550   |
| 3.  | Dominique Maltais   | 3650   |
| 4.  | Lindsey Jacobellis  | 3250   |
| 5.  | Simona Meiler       | 3010   |
| 6.  | Aleksandra Żekowa   | 2700   |
| 7.  | Mellie Francon      | 2450   |
| 8.  | Sandra Frei         | 1680   |
| 9.  | Nelly Moenne-Loccoz | 1610   |
| 10. | Déborah Anthonioz   | 1520   |

| Lp.   | Zawodniczka      | Punkty |
| ----- | ---------------- | ------ |
| 1.    | Cai Xuetong      | 3040   |
| 2.    | Sun Zhifeng      | 2805   |
| 3     | Holly Crawford   | 2600   |
| 4.    | Mercedes Nicoll  | 2530   |
| 5.    | Chen Xu          | 1840   |
| 6.    | Sarah Conrad     | 1716   |
| 7.    | Paulina Ligocka  | 1680   |
| 8.    | Mirabelle Thovex | 1630   |
| 9.    | Liu Jiayu        | 1500   |
| 10.   | Sophie Rodriguez | 1450   |
| . . . |                  |        |
| 47.   | Joanna Zając     | 284    |